# Utsira
Utsira – norweskie miasto i gmina leżąca w regionie Rogaland.
Utsira jest 433. norweską gminą pod względem powierzchni.

## Demografia
Według danych z roku 2005 gminę zamieszkuje 213 osób. Gęstość zaludnienia wynosi 34,63 os./km². Pod względem zaludnienia Utsira zajmuje 433. miejsce wśród norweskich gmin.
| ludność stan na 1 stycznia 2005 |         |           |       |
|                                 | kobiety | mężczyźni | razem |
| osób                            | 117     | 96        | 213   |
| %                               | 54,93%  | 45,07%    | 100%  |

| wykształcenie stan na 1 października 2004 |        |         |        |        |
|                                           | podst. | średnie | wyższe | niezn. |
| osób                                      | 42     | 86      | 32     | 2      |
| %                                         | 25,93% | 53,09%  | 19,75% | 1,23%  |

## Edukacja
Według danych z 1 października 2004:
- liczba szkół podstawowych (norw. grunnskolar): 1
- liczba uczniów szkół podstawowych: 33

## Władze gminy
Według danych na rok 2011 administratorem gminy (norw. rådmann) jest Arna Leidland, natomiast burmistrzem (norw. ordfører, d. borgermester) jest Jarle Nilsen.